# Рауталампи
Рауталампи (фин. Rautalampi) — община в провинции Северное Саво, губерния Восточная Финляндия, Финляндия. Общая площадь территории — 761,97 км², из которых 222,99 км² — вода.

## Демография
На 31 января 2011 года в общине Рауталампи проживало 3469 человек: 1748 мужчин и 1721 женщина.
Финский язык является родным для 99,08% жителей, шведский — для 0,12%. Прочие языки являются родными для 0,81% жителей общины.
Возрастной состав населения:
- до 14 лет — 13,89%
- от 15 до 64 лет — 58,92%
- от 65 лет — 27,36%

Изменение численности населения по годам:
| Год  | Численность |
| ---- | ----------- |
| 1980 | 4793        |
| 1990 | 4408        |
| 2000 | 3867        |
| 2010 | 3475        |
| 2011 | 3469        |